# جيسي ماكاروناس
جيسي ماكاروناس (بالإنجليزية: Jesse Makarounas)‏ (18 أبريل 1994 بداروين في أستراليا - ) هو لاعب كرة قدم أسترالي في مركز الهجوم. شارك مع منتخب أستراليا تحت 17 سنة لكرة القدم ومنتخب أستراليا تحت 20 سنة لكرة القدم.

## وصلات خارجية
- جيسي ماكاروناس على موقع الاتحاد الدولي (مؤرشف)  (الإنجليزية)
- جيسي ماكاروناس على موقع قاعدة بيانات كرة القدم.إي يو (الإنجليزية)
- جيسي ماكاروناس على موقع Soccerway.com (الإنجليزية)